# امباتوسوا
امباتوسوا (به لاتین: Ambatosoa) یک منطقهٔ مسکونی در ماداگاسکار است که در هائوته ماتسیاترا واقع شده است.

## خصوصیات
امباتوسوا ۱۲٬۰۰۰ نفر جمعیت دارد و ۱٬۳۹۱ متر بالاتر از سطح دریا واقع شده است.